# Analyse de cause racine

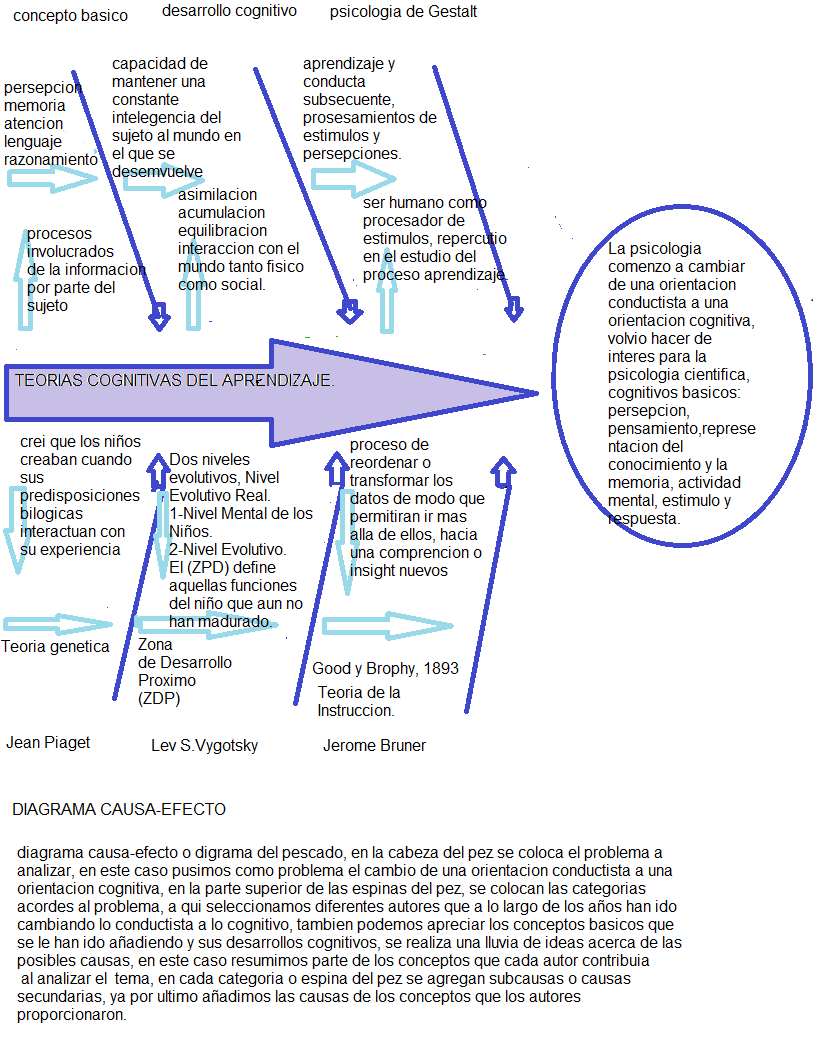
Exemple de diagramme des causes

L'analyse de cause racine (ACR ; en anglais : Root cause analysis, RCA) est une démarche de résolution de problème partant du constat qu'il est plus judicieux de traiter les causes d'un problème que d'en traiter les symptômes immédiats. En effet, l'analyse des causes d'un problème permet d'en déterminer une solution définitive, et donc, empêcher qu'il ne se reproduise de nouveau. L’ACR est un processus itératif d'amélioration continue.